# Humajda
Humajda (Al Ḩumayḑah) – miejscowość w północno-zachodniej Arabii Saudyjskiej w prowincji Al-Dżauf przy północnej granicy prowincji Tabuk. Zlokalizowane jest nad wschodnim wybrzeżu Zatoki Akaba Morza Czerwonego, na południe od granicy z Jordanią (ok. 40 km na południe od Akaby).
W pobliżu miasta znajdują się dziewicze rafy koralowe i Zatoka Humajda. Z miasta rozciąga się panorama na saudyjskie, jordańskie, izraelskie i egipskie wybrzeże Morza Czerwonego.